# 1-я кавалерийская дивизия (Российская империя)
1-я кавалерийская дивизия — кавалерийское соединение в составе Русской императорской армии. Штаб дивизии (в 1914 г.): Москва. Входила в  Гренадерский корпус.

## История
Дивизия была сформирована 2 апреля 1833 года как 1-я легкая кавалерийская дивизия в ходе общего переформирования кавалерии русской армии. В состав дивизии вошли две бригады, 1-я — из двух гусарских, и 2-я — из двух уланских полков. Впоследствии состав частей дивизии неоднократно изменялся.
25 августа 1860 года, после упразднения кирасирских полков и кирасирской дивизии слово «лёгкая» было исключено из названия кавалерийских дивизий. Таким образом, дивизия стала называться «1-я кавалерийская».
Наименования дивизии:
- 02.04.1833 — 25.08.1860 — 1-я легкая кавалерийская дивизия
- 25.08.1860 — хх.хх.1918 — 1-я кавалерийская дивизия

В августе 1873 года в каждой кавалерийской дивизии было образовано по две бригады, по три полка (один драгунский, один уланский и один гусарский) в каждой бригаде.
27 июля 1875 года 1-я кавалерийская дивизия наряду с остальной кавалерией была переформирована. Ее 2-я бригада была дополнена донским казачьим полком, и стала новой 2-й кавалерийской дивизией. Соответственно, в составе 1-й кд осталась прежняя 1-я бригада с добавлением 1-го Донского казачьего полка. Таким образом, в состав дивизии стало входить четыре полка вместо прежних шести. Эти четыре полка были заново разделены на две бригады.

### Боевые действия
- 1853 — 1856 — Крымская война:
  -  ??.01.1855—??.08.1856 — в составе Балтийского корпуса участвовала в охране побережья Лифляндии и Курляндии от возможных покушений десантов противника, и защите побережья Балтийского моря[5].
- 1877 — 1878 — Русско-турецкая война[6]:
  - хх.07.1877—хх.02.1878 — участвовала в войне на Дунайском театре военных действий.
- 1914—1918 — Первая мировая война:
  - хх.08.1914 — выступила на Северо-Западный фронт.

#### Первая мировая война
С началом Великой войны дивизия вышла из мест постоянной дислокации (города Москва, Тверь) к городу Сувалки. Действовала в составе 1-й армии Северо-Западного фронта.
Командовавший в то время дивизией В. И. Гурко вспоминал:

Великая европейская война застигла меня в 1914 году во главе 1-й армейской кавалерийской дивизии, которая в мирное время была расквартирована в Москве и по городкам в окрестностях древней столицы. Я командовал этой дивизией немногим более трёх лет и близко знал всех её чинов, начиная от самых заслуженных штаб-офицеров и кончая последним, только что поступившим в полк корнетом… я был совершенно доволен, поскольку чувствовал, что среди своих подчинённых наверняка найду достойных доверия помощников для выполнения самых сложных и рискованных задач, которые только могут выпасть на долю кавалерии.
Дивизия в составе 1-й армии (командующий — генерал от кавалерии П.-Г. К. Ренненкампф) Северо-Западного фронта сосредоточилась в г. Сувалки. Как старшему начальнику В. И. Гурко была подчинена находившаяся там же 5-я стрелковая бригада. Войска под командованием Гурко принимали участие в Восточно-Прусской операции на левом (южном) фланге армии. Действия 1-й армии осуществлялись в направлении Владиславов — Сувалки путём наступления на фронте Инстербург — Ангербург в обход Мазурских озёр с севера.
В. И. Гурко вспоминал:

Одна из первых операций, выполнение которых я доверил своим частям в боевых условиях, состояла в посылке трёх эскадронов — по одному от каждого из полков дивизии — и казачьей сотни в разных направлениях на германскую территорию для выяснения силы и позиции неприятеля.
Далее был бой у г. Маркграбов 1 августа 1914 года. После полуторачасового боя русские подразделения взяли город. В этом бою 1-я кавалерийская дивизия потеряла двух офицеров и четыре нижних чина убитыми; четырёх офицеров и 21 нижнего чина ранеными.
4 августа дивизия вела наступательный бой у д. Ковален (pl:Kowale Oleckie). Немцы были сбиты с позиций и отступили. 5 — 6 августа подразделения проводили разведку боем и выводили из строя железную дорогу. 6 августа сотня 1-го Донского казачьего полка захватила лазарет с 60 ранеными немцами.
В. И. Гурко запросил командование армии о том, может ли он действовать более активно. Не дождавшись ответа, он направился к Ангербургу. 10 августа город был им взят. 12 августа был взят г. Норденбург. На следующий день его войска, продвинувшись за день на 35 км, подошли к железнодорожному узлу Коршен, который был ими взят 14 августа при потерях 19 человек убитыми и ранеными.
Дивизия, пытаясь установить локтевой контакт с флангом армии А. В. Самсонова, провела рейд к Алленштейну.
В начале сентября соединение действовало у Сувалок, прикрывая отступление 1-й армии из Восточной Пруссии.
Дивизия — активный участник Первой Августовской операции.

## Состав дивизии (с 27.07.1875)
- 1-я бригада (Тверь)
  - 1-й лейб-драгунский Московский Императора Петра Великого полк
  - 1-й уланский Санкт-Петербургский генерал-фельдмаршала князя Меншикова полк (Ржев)
- 2-я бригада (Москва)
  - 1-й гусарский Сумской генерала Сеславина полк
  - 1-й Донской казачий генералиссимуса князя Суворова полк
- 1-й конно-артиллерийский дивизион (Тверь)

## Командование дивизии
(Командующий в дореволюционной терминологии означал временно исполняющего обязанности начальника или командира. Должности начальника дивизии соответствовал чин генерал-лейтенанта, и при назначении на эту должность генерал-майоров они оставались командующими до момента своего производства в генерал-лейтенанты).

### Начальники дивизии
- 02.04.1833 — 20.05.1833 — командующий генерал-майор Ланской, Михаил Павлович
- 01.06.1833 — 27.05.1843 — генерал-майор (с 06.12.1835 генерал-лейтенант) барон Оффенберг, Фёдор Петрович
- хх.хх.1843 — 21.02.1846[13] — генерал-майор (с 10.10.1843 генерал-лейтенант) Гревс, Михаил Александрович
- 28.05.1846 — 30.01.1849 — генерал-майор (с 23.03.1847 генерал-лейтенант) Дубельт, Пётр Васильевич
- 30.01.1849 — 11.11.1850 — генерал-лейтенант Ховен, Константин Егорович
- 11.11.1850 — 15.10.1855[14] — генерал-майор (с 06.12.1850 генерал-лейтенант) барон Корф, Александр Иванович
- 07.11.1855 — 30.09.1861 — генерал-лейтенант Бургард, Николай Иванович
- 30.09.1861 — 14.06.1863 — генерал-лейтенант Лихачёв, Александр Фёдорович
- 14.06.1863 — 07.02.1864[15] — командующий генерал-майор Свиты Е. И. В. князь Яшвиль, Владимир Владимирович
- 16.02.1864 — 22.11.1868 — генерал-лейтенант Столпаков, Николай Алексеевич
- 22.11.1868 — 01.12.1874 — генерал-лейтенант граф Крейц, Пётр Киприанович
- 01.12.1874 — 30.08.1885 — генерал-майор (с 30.08.1876 генерал-лейтенант) Дохтуров, Михаил Николаевич
- 30.08.1885 — 15.08.1888 — генерал-майор (с 30.08.1886 генерал-лейтенант) Левицкий, Казимир Васильевич
- 01.09.1888 — 18.02.1897 — генерал-лейтенант фон дер Лауниц, Михаил Васильевич
- 19.02.1897 — 13.01.1899 — генерал-лейтенант Зыков, Иван Сергеевич
- 13.01.1899 — 28.12.1901 — генерал-майор (с 06.12.1899 генерал-лейтенант) князь Васильчиков, Сергей Илларионович
- 31.12.1901 — 09.10.1906 — генерал-лейтенант Бартоломей, Александр Владимирович
- 09.10.1906 — 09.03.1911 — генерал-лейтенант Литвинов, Александр Иванович
- 12.03.1911 — 09.11.1914 — генерал-лейтенант Ромейко-Гурко, Василий Иосифович
- 05.12.1914 — 21.08.1915 — командующий генерал-майор барон фон Майдель, Владимир Николаевич
- 21.08.1915 — 21.10.1917 — командующий генерал-майор Греков, Алексей Кириллович
- 21.10.1917 — хх.хх.хххх — командующий генерал-майор Чеснаков, Пётр Владимирович

### Начальники штаба дивизии
Должность начальника штаба дивизии введена 1 января 1857 года.
- 01.01.1857 — 23.03.1858 — полковник Савин, Николай Степанович
- 23.03.1858 — 23.09.1858 — полковник Сакович, Пётр Матвеевич
- 23.09.1858 — 28.05.1861 — подполковник Савицкий, Иван Фёдорович
- 28.05.1861 — 03.10.1861 — полковник Чемерзин, Алексей Яковлевич
- 03.10.1861 — 25.11.1861 — подполковник Кривоносов, Николай Евстратович
- 25.11.1861 — 19.07.1862 — подполковник Вишневский, Александр Павлович
- 19.07.1862 — 08.09.1862 — полковник Чемерзин, Алексей Яковлевич
- 08.09.1862 — 29.01.1863 — подполковник Вишневский, Александр Павлович
- 29.01.1863 — 16.08.1863 — подполковник Эммануель, Александр Егорович
- 16.08.1863 — 21.07.1865 — подполковник (с 21.08.1864 полковник) князь Щербатов, Александр Петрович
- 21.07.1865 — 02.02.1867 — полковник Небольсин, Сергей Платонович
- 12.02.1867 — 08.03.1871 — полковник Небольсин, Сергей Платонович (повторно)
- 09.03.1871 — 22.04.1876 — полковник Шульгин, Александр Николаевич
- 22.05.1876 — 17.12.1884 — полковник Черепанов, Александр Андреевич[16]
- 19.12.1884 — 14.01.1885 — полковник Пневский, Вячеслав Иванович
- 14.01.1885 — 13.08.1889 — полковник Новогребельский, Станислав Станиславович
- хх.хх.1889 — 23.09.1890 — полковник Каменский, Михаил Семёнович
- 23.09.1890 — 07.08.1895 — полковник Выттек, Родзислав Эдуардович
- 07.08.1895 — 31.10.1899 — полковник Перекрестов, Андрей Александрович
- 25.11.1899 — 20.04.1902 — полковник Безладнов, Василий Львович
- 05.05.1902 — 02.02.1905 — полковник Новиков, Александр Васильевич
- 07.04.1905 — 28.07.1910 — подполковник (с 22.04.1907 полковник) Ягодкин, Павел Яковлевич
- 05.08.1910 — 05.01.1913 — полковник Никулин, Иван Андреевич
- 26.01.1913 — 03.01.1915 — полковник Косяков Виктор Антонович
- 22.03.1915 — 27.01.1916 — и. д. полковник Петерсон, Вольдемар-Александр Карлович
- 29.02.1916 — 15.03.1916 — полковник Махов, Михаил Михайлович
- 20.03.1916 — 03.07.1916 — полковник Мурузи, Александр Александрович
- 12.07.1916 — после 30.09.1917 — полковник Андерс, Александр Карлович

### Командиры 1-й бригады
В период с 28 марта 1857 по 30 августа 1873 должности бригадных командиров были упразднены.
- 02.04.1833 — 16.08.1833 — генерал-майор барон фон Торнау, Фёдор Егорович
- 16.08.1833 — 11.09.1835 — генерал-майор граф Сухтелен, Константин Петрович
- 11.09.1835 — 17.10.1835 — генерал-майор Панютин, Василий Константинович
- 17.10.1835 — 11.04.1848 — генерал-майор Кусовников, Алексей Михайлович
- 11.04.1848 — 01.01.1852 — генерал-майор Глотов, Нил Григорьевич
- 01.01.1852 — хх.хх.1856 — генерал-майор барон Каульбарс, Карл Романович
- 13.10.1856 — 28.03.1857 — генерал-майор Дуве, Егор Оттович
- 30.08.1873 — 06.10.1873 — генерал-майор Половцов (Половцев), Михаил Викторович
- 06.10.1873 — 27.07.1875 — генерал-майор Рахубович, Александр Романович
- 27.07.1875 — хх.хх.1878 — генерал-майор князь Абамелик, Артемий Давыдович
- 03.02.1878 — 27.10.1883 — генерал-майор Бороздин, Георгий Александрович
- 27.10.1883 — 23.07.1891 — генерал-майор барон Каульбарс, Александр Васильевич
- 27.07.1891 — 15.04.1893 — генерал-майор Винтулов, Николай Александрович
- 20.04.1893 — 02.03.1894 — генерал-майор Ольхин, Александр Николаевич
- 02.03.1894 — 16.06.1902 — генерал-майор Каншин, Алексей Тихонович
- 03.07.1902 — 13.08.1907 — генерал-майор Голубков, Евгений Петрович
- 28.09.1907 — 17.10.1910 — генерал-майор Карташевский, Григорий Иванович
- 17.10.1910 — 23.12.1911 — генерал-майор барон фон Штемпель, Николай Аркадьевич
- 23.12.1911 — 25.08.1915 — генерал-майор Лео, Николай Николаевич
- 25.08.1915 — 19.04.1917 — полковник (с 21.01.1916 генерал-майор) Великопольский, Леонтий Николаевич
- 22.04.1917 — хх.хх.хххх — командующий полковник Фаддев, Григорий Михайлович

### Командиры 2-й бригады
- 02.04.1833 — 16.08.1833 — генерал-майор граф Сухтелен, Константин Петрович
- 16.08.1833 — 06.12.1838 — генерал-майор барон фон Торнау, Фёдор Егорович
- 06.12.1838 — 01.09.1839 — генерал-майор Свиты граф Толстой, Алексей Петрович
- 01.09.1839 — 01.01.1846 — генерал-майор Глазенап, Александр Григорьевич
- 01.01.1846 — 14.01.1851 — генерал-майор Гладков, Александр Павлович
- 14.01.1851 — 16.02.1851 — генерал-майор Хрулёв, Степан Александрович
- 16.02.1851 — 12.11.1854 — генерал-майор Вейс, Карл Богданович
- 12.11.1854 — 13.10.1856 — генерал-майор Земенцкий, Владислав Касперович
- 13.10.1856 — 12.11.1856 — генерал-майор Болдырев, Иван Иванович
- 12.11.1856 — 28.03.1857 — генерал-майор Семёнов, Степан Васильевич
- 30.08.1873 — хх.хх.1878 — генерал-майор Лошкарёв, Павел Сергеевич
- хх.хх.1878 — 22.07.1878 — генерал-майор Свиты граф Штакельберг, Оттон Оттонович
- 22.07.1878 — 06.11.1881 — генерал-майор Лермонтов, Александр Михайлович
- 24.11.1881 — 08.07.1882 — генерал-майор Томановский, Дмитрий Николаевич
- 08.07.1882 — 10.08.1885 — генерал-майор Курнаков, Николай Васильевич
- 10.08.1885 — 10.04.1896 — генерал-майор Гарденин, Яков Александрович
- 25.04.1896 — 23.11.1901 — генерал-майор Колесников, Пётр Николаевич
- 01.12.1901 — 19.06.1905 — генерал-майор Девель, Даниил Фёдорович
- 04.08.1905 — 18.08.1908 — генерал-майор Косов, Василий Иванович
- 18.08.1908 — 21.05.1912 — генерал-майор Тюлин, Михаил Степанович
- 21.05.1912 — 25.08.1915 — генерал-майор Нилов, Иван Дмитриевич
- 25.08.1915 — 26.01.1917 — генерал-майор Лео, Николай Николаевич
- 03.02.1917 — 10.07.1917 — генерал-майор Милович, Дмитрий Яковлевич
- 30.07.1917 — 12.08.1917 — командующий полковник Шляхтин, Яков Афанасьевич
- 12.08.1917 — хх.хх.хххх — командующий полковник Сушинский, Стефан Игнатьевич

### Дивизионная артиллерия

#### Командиры 1-й конно-артиллерийской бригады
Бригада была сформирована в 1819 г. при 1-й гусарской дивизии. В 1833 г. приписана к 1-й легкой кавалерийской дивизии. Расформирована в 1875 г.
- хх.хх.1832 — 22.04.1836 — полковник Чадин, Аполлос Елисеевич
- 22.04.1836 — 16.04.1837 — подполковник Энгельбах
- 09.06.1837 — 23.12.1844 — полковник барон Рольцберг, Александр Густавович
- 23.12.1844 — 1850/1851 — полковник Лобко, Лев Львович
- хх.хх.хххх — 15.12.1857 — полковник Траубенберг, Константин Александрович
- 15.12.1857 — 16.10.1863 — полковник (с 30.08.1863 генерал-майор) Быченский, Александр Филиппович
- 02.12.1863 — хх.хх.1865 — полковник Павлов, Дмитрий Иванович
- хх.хх.1865 — 05.01.1866 — полковник барон фон дер Бригген, Иоган Дмитриевич
- 05.01.1866 — 06.02.1870 — полковник (с 16.04.1867 генерал-майор) Башилов, Пётр Александрович
- 06.02.1870 — 11.06.1875 — полковник Рамбах (Ромбах), Эдуард Вильгельмович
- 11.06.1875 — 29.09.1875 — полковник Галафеев, Иван Вениаминович

#### Командиры 1-й конно-артиллерийской батареи
17 августа 1875 г. 1-я и 2-я конно-артиллерийские батареи были выделены из упраздненной тогда же 1-й конно-артиллерийской бригады и приписаны к 1-й кавалерийской дивизии.
- 29.09.1875 — 25.03.1880 — полковник Галафеев, Иван Вениаминович
- 18.04.1880 — 05.07.1894 — подполковник (с 30.08.1886 полковник) Гамильтон, Владимир Алексеевич
- 09.07.1894 — 05.10.1896 — подполковник барон фон Неттельгорст, Павел Робертович
- 24.10.1896 — 22.10.1898 — полковник Глазенап, Георгий Александрович

#### Командиры 2-й конно-артиллерийской батареи
- 29.09.1875 — 07.08.1888 — полковник Суражевский, Алексей Павлович
- 04.11.1888 — 01.01.1896 — подполковник (с 30.08.1892 полковник) Слёзкин, Алексей Михайлович
- 01.01.1896 — 10.12.1899 — капитан (с 28.07.1896 подполковник) Григорьев, Иван Прокофьевич

#### Командиры 1-го конно-артиллерийского дивизиона
Дивизион был сформирован 1 апреля 1897 года путем включения в него 1-й и 2-й конно-артиллерийских батарей, приписанных к 1-й кавалерийской дивизии.
- 01.04.1897 — 22.10.1898 — полковник Сухин, Лев Николаевич
- 22.10.1898 — 30.12.1899 — полковник Глазенап, Георгий Александрович
- 30.12.1899 — 10.05.1902 — полковник Зенькович, Александр Семёнович
- 17.05.1902 — 23.12.1904 — полковник Куракин, Николай Иванович
- 20.03.1905 — 22.10.1908 — полковник Гофмейстер, Михаил Александрович
- 28.11.1908 — 25.07.1910 — полковник Жабыко, Виктор Кириллович
- 26.07.1910 — 27.06.1916 — полковник (с 22.09.1915 генерал-майор) Левандовский, Иван Михайлович
- 07.07.1916 — хх.хх.хххх — полковник Черниловский-Сокол, Александр Данилович
- 08.1917 — 09.1917 — полковник Омельянович-Павленко, Иван Владимирович